# Baśnie (album)
Baśnie – debiutancki album zespołu Collage. Płyta ukazała się w roku 1990, wydana w wersji kasetowej przez Polton. W 1991 roku ukazała się wersja winylowa (nakładem Polskich Nagrań) i kompaktowa (Intersonus).
 Album doczekał się już dwóch reedycji (w wersji cd): w roku 1992 przez włoską firmę Subteranea Records i w 2003 przez Metal Mind Records.

## Lista utworów
1. "Jeszcze jeden dzień" – 4:10
2. "Ja i Ty" – 3:20
3. "Kołysanka" – 4:30
4. "Baśnie" – 10:00
5. "Dalej dalej" – 7:00
6. "Stare ścieżki" – 6:45
7. "Fragmenty" – 4:28
8. "Rozmowa" – 4:45

Bonusy w edycji z 2003 r.:
- "Ja i ty" (live 1991, video) – 5:07
- "Baśnie" (live 1995, video) – 10:23
- "Kołysanka" (live from Holland 1995, video) – 5:41

## Twórcy
- Mirosław Gil – gitara
- Tomasz Różycki – śpiew
- Wojciech Szadkowski – perkusja
- Przemysław Zawadzki – gitara basowa

gościnnie
- Jacek Korzeniowski – instrumenty klawiszowe